# Manuel Fernández de la Oliva
Manuel Fernández de la Oliva fue un escultor español del siglo XIX.

## Biografía
Escultor natural de Madrid, fue discípulo de su padre Nicolás Fernández de la Oliva y de la Real Academia de San Fernando, en cuyos estudios superiores obtuvo diferentes premios de fin de curso. En la Exposición Nacional de Bellas Artes celebrada en Madrid en 1862 presentó a Andrómeda en el momento de descubrir al monstruo que iba a devorarla. En la siguiente Exposición de 1864 obtuvo una medalla de tercera clase por su obra El primer desengaño, que fue adquirida por el Gobierno para el Museo nacional. Fue profesor de la Escuela de Bellas Artes de Cádiz, desde cuyo destino pasó con ascenso a Sevilla en agosto de 1868 para servir la cátedra de modelado, vaciado y adorno.